# كارول هودجز
كارول هودجز (1959 - ) (بالإنجليزية: Carole Hodges)‏ هي لاعبة كريكت بريطانية.

## وصلات خارجية
- كارول هودجز على موقع إي آس بي آن كريك إنفو (الإنجليزية)